# Barrington J. Bayley
Barrington John Bayley (Birmingham, 9 aprile 1937 – 14 ottobre 2008) è stato un autore di fantascienza britannico.

## Biografia
Barrington John Bayley nacque in Inghilterra, a Birmingham, nel 1937. Lavorò nel servizio civile, nella pubblica amministrazione australiana a Londra, come minatore e fu arruolato dalla Royal Air Force dal 1955 al 1957. si sposò nell'ottobre del 1969 con la signora Joan Lucy Clarke dalla quale ebbe un figlio, Sean.
All'inizio della sua carriera di scrittore pubblicò sotto diversi pseudonimi: P. F. Woods, Alan Aumbry, John Diamond, Michael Barrington.
Bayley è morto per complicazioni dovute ad un cancro intestinale il 14 ottobre 2008.

## Percorso letterario
Nonostante sia stato più volte accusato di inadeguatezza per quanto riguarda la definizione dei personaggi e l’elaborazione della scrittura, Bayley si è certamente guadagnato il merito di aver saputo declinare la fantascienza classica, attraverso l'uso di una non comune carica inventiva, alle esigenze di rinnovamento degli anni sessanta-settanta; in quest'autore, le stesse impalcature predisposte per la space opera si vedono non di rado avvolte da insoliti climi metafisici e originalità tematiche (speculazioni sul tempo in primis). Un esempio per tutti può essere considerato La caduta di Cronopolis (The Fall of Chronopolis, 1974), forse la sua opera più nota, in cui due civiltà combattono per il controllo del tempo.
Le idee sono ad ogni modo l'elemento portante delle trame di Bayley, quale che ne sia poi lo svolgimento: l'interesse suscitato dai primi romanzi Star Virus (1970), Annihilation Factor (1972) e Dai bassifondi di Klittmann City (Empire of Two Worlds, 1972) è inferiore rispetto alle opere successive, ma in essi vi è spesso la fonte di tali idee, l'immagine fissa, pur se rimodellata man mano che l'autore inventava nuove storie. 
Interrogativi e possibilità intorno al problema del tempo e del suo divenire arricchiscono anche Rotta di collisione (Collision Course, 1973), chiaro esempio, non certo l'unico in Bayley, di storia ispirata dalle speculazioni filosofiche di John William Dunne: qui due civiltà entrambe viventi sulla Terra (gli alieni e gli esseri umani), ma provenienti da differenti direzioni temporali, minacciano d'incontrarsi, rischiando l'annichilazione. Il romanzo Soul of the Robot (1976), nel quale un robot si convince di aver oltrepassato i diritti consentiti ad una macchina, fu seguito da fantascientifiche esplorazioni di temi minori: Le vesti di Caean (The Garments of Caean, 1976), dove degli abiti prendono il controllo dei propri indossatori; La grande ruota (The Grand Wheel, 1977), nel quale viene rappresentato un futuristico gioco d'azzardo; Star Winds (1978), impreziosito di risvolti alchimistici, su dei “velieri” che sfruttano il vento solare durante i loro viaggi. 
L'ultima opera notevole di Bayley è probabilmente The Pillars of Eternity (1982), un ritorno alle complessità di Rotta di collisione e La caduta di Cronopolis stavolta spostata al di fuori d'ogni spazio o tempo. 
Una simile freschezza creativa affiora superbamente anche dai lavori brevi, in particolare da quelli contenuti nella raccolta personale The Knights of the Limits (1979).